# Systemy szerokopasmowe
Systemy szerokopasmowe lub systemy z rozproszonym widmem (ang. spread spectrum) – systemy, w których sygnał transmitowany jest w szerokim paśmie częstotliwości, setki do tysięcy razy szerszym niż minimalne pasmo potrzebne do jego wysłania w przypadku metod konwencjonalnych. W efekcie energia transmitowanego sygnału jest rozproszona w szerokie spektrum częstotliwości, co sprawia, że emitowana moc jest niska w każdym wąskim wycinku tego pasma i znacznie niższa niż w przypadku systemów konwencjonalnych.
Za systemy szerokopasmowe uważa się tylko te, których szerokie widmo uzyskiwane jest poprzez użycie pewnych sygnałów lub operacji. Stąd też np. modulacja szerokopasmowa FM nie jest zaliczana do tych systemów.

## Historia
Idea zmiany częstotliwości podczas transmisji sygnału pojawiła się pierwszy raz w patentach (nr 723 188 i 725 605) zgłoszonych w lipcu 1900 roku w USA przez słynnego wynalazcę i fizyka Nikola Teslę. Obejmowały one dwie różne techniki pozwalające osiągnąć odporność na zakłócenia poprzez zmianę częstotliwości nośnej sygnału. W pierwszej z nich nadajnik pracował jednocześnie wykorzystując dwie oddzielne częstotliwości. Odbiornik natomiast musiał posiadać skonfigurowane obydwie częstotliwości aby można było prawidłowo odczytać cały sygnał. W drugiej z technik nadajnik o zmiennej częstotliwości kontrolowany był przez koło kodowe, które zmieniało częstotliwość w przewidywalny sposób. Patenty te dały podstawy pod wykorzystywaną dzisiaj technologię FHSS. Idea zmiany częstotliwości podczas nadawania sygnału pojawiła się również w książce Johannea Zennecka „Wireless Telegraphy” wydanej w Niemczech w roku 1908 oraz w kilku innych patentach z tamtych lat. Lecz pierwsze zastosowane w praktyce rozwiązanie opierające się na technologii zmiany częstotliwości zostało wynalezione przez aktorkę Hedy Lamarr. Opatentowała ona swoje rozwiązania w 1942 roku w patencie USA numer 2 292 387. Lamarr wielokrotnie słyszała od swojego męża Friedricha Mandla, producenta broni, o problemach ówczesnych sterowanych radiowo torped, których system sterowania można było łatwo zakłócić. Wpadła na pomysł, aby sygnał sterujący torpedami nadawać nie na jednej częstotliwości lecz na kilku przełączanych w regularnych odstępach czasu. Do synchronizacji nadajnika z odbiornikiem użyła systemu kart perforowanych. Kamieniem milowym w rozwoju systemów szerokopasmowych była książka „Spread Spectrum Systems”, opublikowana przez Roberta Dixona w roku 1976. Poprzednie publikacje były albo tajnymi raportami wojskowymi, albo akademickimi artykułami na różne tematy związane z systemami rozproszonymi. Książka Dixona była pierwszym kompletnym przeglądem technologii oraz krokiem w kierunku zintensyfikowania badań nad zastosowaniami komercyjnymi technologii. Pierwszy raz systemy szerokopasmowe zostały zastosowane komercyjnie w 1980 roku w trzech  systemach: Equatorial Communications Systems – satelitarnym systemie szybkiej wymiany informacji, Del Norte Technologys – systemie nawigacji radiowej dla samolotów oraz Qualcomms OmniTRACS – systemie radiowej lokalizacji stosowanym głównie przez firmy dostawcze. W roku 1981 Federalna Komisja Łączności rozpoczęła badania nad możliwością szerszego udostępnienia komunikacji przy użyciu systemów szerokopasmowych do zastosowań cywilnych. W roku 1985 komisja rozpoczęła wydawanie pozwoleń na tworzenie technologii wykorzystujących do transmisji systemy szerokopasmowe. W późniejszym czasie zatwierdzone zostały takie technologie jak WiFi, Bluetooth, systemy telefonii komórkowej i wiele innych.

## Cechy systemów szerokopasmowych[2]
- odporność na interferencje
- odporność na podsłuch
- odporność na zaniki sygnału związane z wielodrogowością
- niska gęstość widmowa mocy
- możliwość selektywnego adresowania wiadomości
- wielodostep z podziałem kodowym (patrz CDMA)

## Techniki rozpraszania widma
Dwie najpopularniejsze techniki rozpraszania widma to:
- DSSS,
- FHSS.

Istnieją również inne mniej popularne:
- Pulsed-FM,
- UWB.

Często również można spotkać systemy hybrydowe wykorzystujące różne techniki rozpraszania widma.

## Zastosowanie
- Wi-Fi
- WCDMA
- UMTS
- Bluetooth
- IEEE 802.15.4
- GPS